# Księstwa naddunajskie

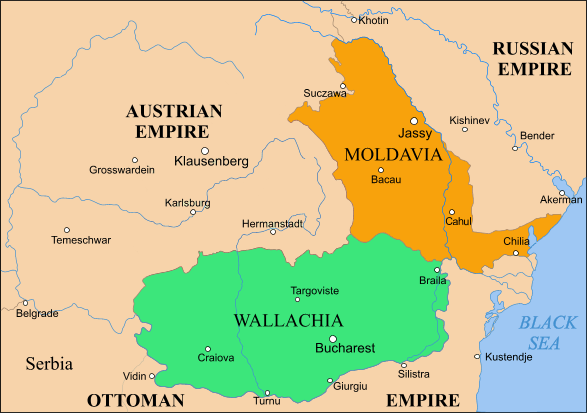
Księstwa Naddunajskie w latach 1856-1859: Hospodarstwo Wołoskie (kolor zielony) i Mołdawskie (kolor pomarańczowy).

Księstwa naddunajskie – ogólna nazwa stosowana w XIX wieku dla Hospodarstwa Wołoskiego i Hospodarstwa Mołdawskiego, przed ich połączeniem się w państwo rumuńskie w 1861 roku. Księstwa te znajdowały się na terenie dawnej Dacji. Graniczyły ze sobą w dolnym biegu rzeki Dunaj – stąd nazwa.